# Хульт, Никлас
Бу Ни́клас Хульт (швед. Bo Niklas Hult; 13 февраля 1990, Вернаму, Швеция) — шведский футболист, левый защитник клуба «Эльфсборг». Выступал за сборную Швеции.

## Клубная карьера
Хульт начал карьеру в клубе «Вернаму» из своего родного города. В начале 2009 года Никлас перешёл в «Эльфсборг». 1 мая в матче против «Броммапойкарна» он дебютировал в Аллсвенскан лиге. 26 сентября 2010 года в поединке против «Броммапойкарна» Хульт забил свой первый гол за «Эльфсборг». 5 июля 2012 года в матче квалификации Лиги Европы против мальтийской «Флорианы» Хульт сделал хет-трик. В том же году он помог клубу выиграть чемпионат. В 2014 году Никлас стал обладателем Кубка Швеции.
Летом 2014 года Хульт перешёл во французскую «Ниццу». Сумма трансфера составила 1 млн. евро. 9 августа в матче против «Тулузы» он дебютировал в Лиге 1. 23 января 2015 года в поединке против марсельского «Олимпика» Никлас забил свой первый гол за «Ниццу».
Летом 2016 года Хульт подписал трёхлетний контракт с греческим клубом «Панатинаикос». Сумма трансфера составила 300 тыс. евро. 28 июля в матче квалификации Лиги Европы против АИКа Никлас дебютировал за новую команду 10 сентября в матче против «Левадиакоса» он дебютировал в греческой Суперлиге. В начале 2018 года Хульт перешёл в столичный АЕК. 11 февраля в матче против «Астерас» он дебютировал за новую команду.

## Международная карьера
18 января 2014 года в товарищеском матче против сборной Бахрейна Хульт дебютировал за сборную Швеции.

## Достижения
Командные
 «Эльфсборг»
- Чемпионат Швеции по футболу — 2012
- Обладатель Кубка Швеции — 2013/14